# 張永和 (知縣)
張永和（？—？），江西樂安人，清朝政治人物。舉人出身。
乾隆五十八年，接替支鑒。擔任江蘇荆溪縣知縣。后由唐仲冕接任。